# Atlantismo

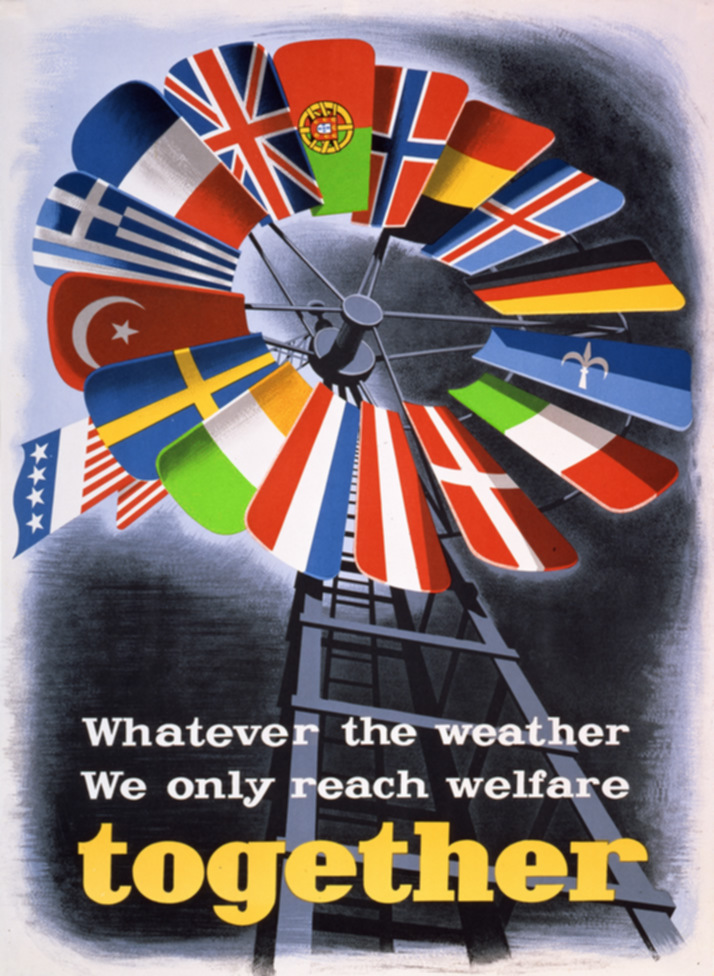
Poster propagandistico del Piano Marshall.

L'atlantismo è la visione dello sforzo cooperativo tra l'Europa occidentale e le nazioni del Nord America (soprattutto gli Stati Uniti) in tema di economia, politica e difesa militare, con lo scopo dichiarato di mantenere sicure le nazioni partecipanti a questo sforzo cooperativo e proteggere i valori che li accomunano quali libertà individuale, democrazia, economia di mercato e stato di diritto.

## Descrizione
Il termine atlantismo deriva dall'Oceano Atlantico che separa le nazioni che condividono tale visione o, detta in altro modo, l'oceano che unisce le diverse nazioni e connette i due continenti. L'atlantismo è talvolta avverso al continentalismo (sinergia tra Paesi dello stesso continente).
La NATO è il luogo principale nel quale si discute e si prendono le decisioni su temi di interesse atlantico. In tale ambito vengono anche portati avanti progetti comuni come la realizzazione del Lockheed Martin F-35 Lightning II. Paesi come Bulgaria e Romania attualmente professano un'aperta visione atlantista.

Stati membri della NATO

L'atlantismo ha subito significativi cambiamenti nel corso del XXI secolo alla luce della guerra al terrorismo e della guerra in Iraq. Ad esempio, aeroplani NATO AWACS controllano il cielo statunitense. Nel 2006 la NATO dichiarò che una priorità è contribuire a riportare ordine e stabilità in Afghanistan.

## Neoatlantismo
Il termine neoatlantismo indica una visione della politica internazionale che si diffuse in Italia nel secondo dopoguerra. Secondo questa visione, l'Italia doveva collaborare con gli Stati Uniti nella difesa dell'Occidente dalla minaccia comunista, ma doveva anche impegnarsi a dialogare coi paesi del Medio Oriente e del Terzo mondo, con l'obiettivo di conquistare al paese una posizione strategica all'interno dello scacchiere mediterraneo. Fu uno strumento di tale politica il sostegno delle aspirazioni indipendentiste delle ex colonie francesi e britanniche. Il Regno Unito guidato da Anthony Eden (1955-1957), infatti, aveva elaborato un progetto che prevedeva una maggiore collaborazione tra Parigi e Londra al fine di assumere un ruolo di guida del continente all'indomani della recuperata sovranità di Bonn nel 1955. La decisione italiana voleva limitare la costituzione di una terza potenza, dopo USA ed URSS. La migliore "arma" di questa nuova politica italiana fu il dialogo culturale, politico ed economico.
Un'applicazione del neoatlantismo fu la decisione di Enrico Mattei, presidente dell'Eni, di siglare accordi petroliferi con l'Iran che determinarono un notevole ribasso del prezzo della benzina. Fu tuttavia una politica non coronata dal successo. Tra le cause, la sopravvalutazione della posizione politica internazionale dell'Italia, la mancata accettazione dell'apertura a sinistra da parte del partito di governo, la Democrazia Cristiana, e la difficoltà di avere adeguate risorse finanziarie, che fruttarono più volte all'Italia le accuse di "dilettantismo" e di "inaffidabilità atlantica".